# Широки мишић листа
Широки мишић листа један је од мишић у задњем делу потколенице, који код људи и неких других сисара, спада у групу снажних мишића. Пружа се од испод колена до пете. Укључен је у функцију стајање и ходање. Уско је повезан са трбушастим мишићем листа, а неки анатоми сматрају да су ова два мишића заправо један мишић, троглави мишић листа.

## Етимологија
Његово име широки мишић листа потиче од латинске речи solea, што значи  сандала.

## Анатомија
Широког мишића листа  је широк, раван, троугласти мишић који се налази дубоко све до до гастрокнемија. Пружа се од табана дуж задње површини голењаче, преко медијалне границе голењаче и задње површине горње трећине лишњаче.
Широки мишић листа отприлике на средине листа, његова мишићна влакна се конвергују у равну апонеурозу на предњој површини мишића, слично трбушастом мишићу листа. Ова апонеуроза се протеже дистално у тетиву која се спаја са тетивом трбушастог мишића листа и заједно са њом формира калканеалну тетиву

## Функција
Деловање мишића листа, укључујући широки мишић листа, је плантарфлексија стопала (повећавање угла између стопала и ноге). Ово су снажни мишићи од виталног значаја за ходање, трчање и одржавање равнотеже. Широки мишић листа игра важну улогу у одржавању стојећег става (да није његовог сталног повлачења, тело би пало напред).
Такође, у усправном положају, широки мишић листа је одговоран за пумпање венске крви назад у срце са периферије, и често се назива пумпа скелетних мишића, периферно срце или сурална (триципитална) пумпа. 
Широки мишић листа има спорија мишићна влакна од многих других мишића. Код неких животиња, као што су заморац и мачка, он се састоји од 100% спорих мишићних влакана. Састав влакана људског широког мишића листа је променљив и садржи између 60% и 100% спорих влакана. 
Широки мишић листа је најефикаснији мишић за плантарну флексију у положају савијеног колена, јер у том положају трбушасти мишић листа (који потиче од бутне кости),  ограничава ефикасност и напетост ноге током савијања. 

Током редовног кретања (ходања) широки мишић листа је примарни мишић који се користи за плантарну флексију због влакана која се споро трзају, и која зато успешно одолевају умору. 

## Галерија
- Bones of the right leg. Posterior surface.
- Cross-section through middle of leg.
- Back of left lower extremity.
- Posterior view.